# Caryophyllia unicristata
Espèce
Statut CITES
Caryophyllia unicristata est une espèce de coraux appartenant à la famille des Caryophylliidae.